# Kohärentgefüge

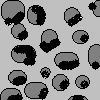
Kohärentgefüge

Das Kohärentgefüge (lateinisch cohaerere: zusammenhängen) oder Hüllengefüge ist eine Gefügeform des Bodens mit einer dicht zusammenhängenden, kompakten Struktur.
Die Kohärentstruktur entsteht aus größeren Mineralkörnern in Verbindung mit dichten Umhüllungen von Calciumcarbonat, Kolloiden aus Kieselsäure, Eisenoxiden, Aluminiumoxiden und -Hydroxiden, stark zersetzten Humusstoffen, Tonsubstanz, in Anreicherungs horizonten, auch bei der Bildung von Ortstein. Im Kohärentgefüge überwiegen die Feinporen (< 0,2 µm).
Weil diese kohärente Bodenmasse für die Durchwurzelbarkeit, Luft- und Wasserführung im Boden, das Pflanzenwachstum und die Bodenfruchtbarkeit nicht günstig ist, kann durch biologische Aktivität, durch Aggregations- oder Segregationsvorgänge, sowie durch Maßnahmen der Bodenverbesserung – Humusieren, Einmischen von Sand, Kalkung, Bodenbearbeitung – eine günstigere Krümelstruktur des Bodens erreicht werden.